# Charles Akonnor
Charles Akonnor (Nungua, Ghana, 12 de marzo de 1974) es un exfutbolista y entrenador de fútbol de Ghana que jugaba en la posición de centrocampista.

## Carrera

### Club
| Periodo   | Club               |
| --------- | ------------------ |
| 1990–1992 | Obuasi Goldfields  |
| 1992–1998 | Fortuna Köln       |
| 1998–2003 | VfL Wolfsburg      |
| 2004–2005 | SpVgg Unterhaching |
| 2005–2007 | AC Horsens         |
| 2007–2008 | Alki Larnaca       |
| 2008–2009 | SC Langenhagen     |

### Selección nacional
Jugó en las selecciones nacionales desde la categoría sub-20, siendo subcampeón mundial en la categoría sub-20 y participó en los Juegos Olímpicos de Atlanta 1996.
Debutó con la selección absoluta el 14 de julio de 1991 en la derrota por 1-2 ante Burkina Faso en Uagadugú por la clasificación para la Copa Africana de Naciones de 1992. Su primer gol internacional lo anotó el 31 de octubre de 1991 en la derrota por 2-3 ante Senegal en Abiyán por la Copa CEDEAO. Su último partido internacional lo jugó el 25 de febrero de 2001 en la derrota por 0-1 ante Sudán en Omdurmán en la clasificación de CAF para la Copa Mundial de Fútbol de 2002. Registró 49 partidos internacionales y anotó 13 goles.

### Entrenador
| Periodo   | Club                   |
| --------- | ---------------------- |
| 2009–2010 | Sekondi Wise Fighters  |
| 2012      | Accra Hearts of Oak SC |
| 2014–2017 | Dreams FC              |
| 2017–2018 | Ashanti Gold SC        |
| 2018–2019 | Asante Kotoko SC       |
| 2020–2021 | Ghana                  |

## Logros

### Entrenador
- Ghana Division One League Zone III: 2015
- GFA Normalization Committee Special Competition: 2019

### Individual
- Entrenador del Mes en la Ghana Premier League: Marzo de 2018[5][6]
- Entrenador del Año de Ghana: 2019
- Equipo Ideal de la Copa Africana de Naciones 1998.